# 矮小秋海棠
矮小秋海棠（学名：Begonia fengii）是秋海棠科秋海棠属的植物，是中国的特有植物。分布于中国大陆的云南等地，生长于海拔1,600米的地区，一般生长在沟边阔叶林中石上，目前已由人工引种栽培。